# Stolephorus indicus
L'alice indopacifica (Stolephorus indicus), nota anche come acciuga indiana o acciuga di Hardenberg, è una specie di pesce migratorio della famiglia degli Engraulidae. È conosciuto come Handalla (හැදැල්ලා) nello Sri Lanka, dove viene venduto nella maggior parte dei mercati e supermercati. È ampiamente usato come esca viva o morta nella pesca dei tonni.

## Descrizione
È un piccolo pesce da banco che vive a circa 20-50 metri di profondità nella maggior parte delle aree tropicali degli oceani Indo-pacifici a partire dal Madagascar e le Mauritius a ovest fino all'Australia e le Samoa a est. La lunghezza massima non supera i 15,5 cm. Ha da 15 a 17 raggi morbidi dorsali e da 18 a 21 raggi morbidi anali. Ci sono da 2 a 6 piccole squame aghiformi nella regione della pancia. L'estremità della mascella è appuntita, raggiunge il bordo anteriore del pre-opercolo. Il corpo ha una forma da tipico Engraulidae con una carnagione marrone chiara e una striscia argentata sul fianco. Di solito si nutre di plancton.

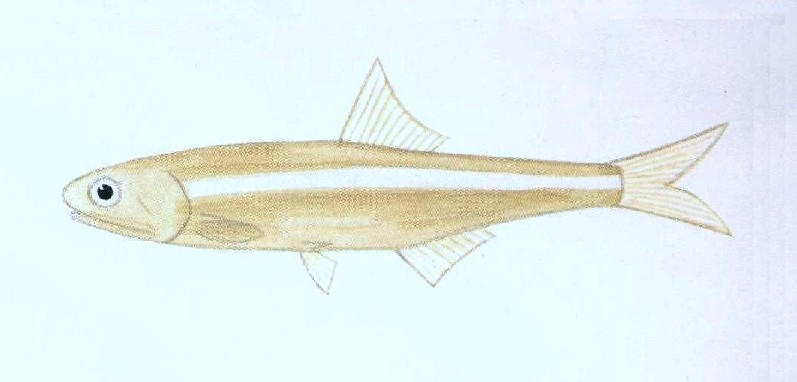
Disegno

Il pesce è parte della cucina delle regioni marittime dell'Asia meridionale e sud-est. Può essere servito croccante e usato per preparare prodotti culinari a base di pesce come la salsa di pesce e altri piatti della cucina sud-asiatica. Nello Sri Lanka questa varietà di pesce viene trasformata in uno snack immergendola in una pastella di farina, poi impanata e fritta nell'olio. È anche popolare nel "curry bianco", cioè un curry fatto con latte di cocco. Una variante più piccante è preparata con sugo di peperoncino secco e servito con cocco fresco raschiato per compensare la piccantezza del sugo.